# Lago Miedwie
Lago Miedwie Jezioro Miedwie (em polonês), Madüsee (em alemão), é um lago localizado em sua maior parte na Voivodia da Pomerânia Ocidental, Polônia. Tem 35 km² de área, 16,2 km de cumprimento e 3,2 km de largura. Sua profundidade máxima é 43,8 metros. É próxima de Stargard, Gryfino e Estetino. 